# 馬里圖巴

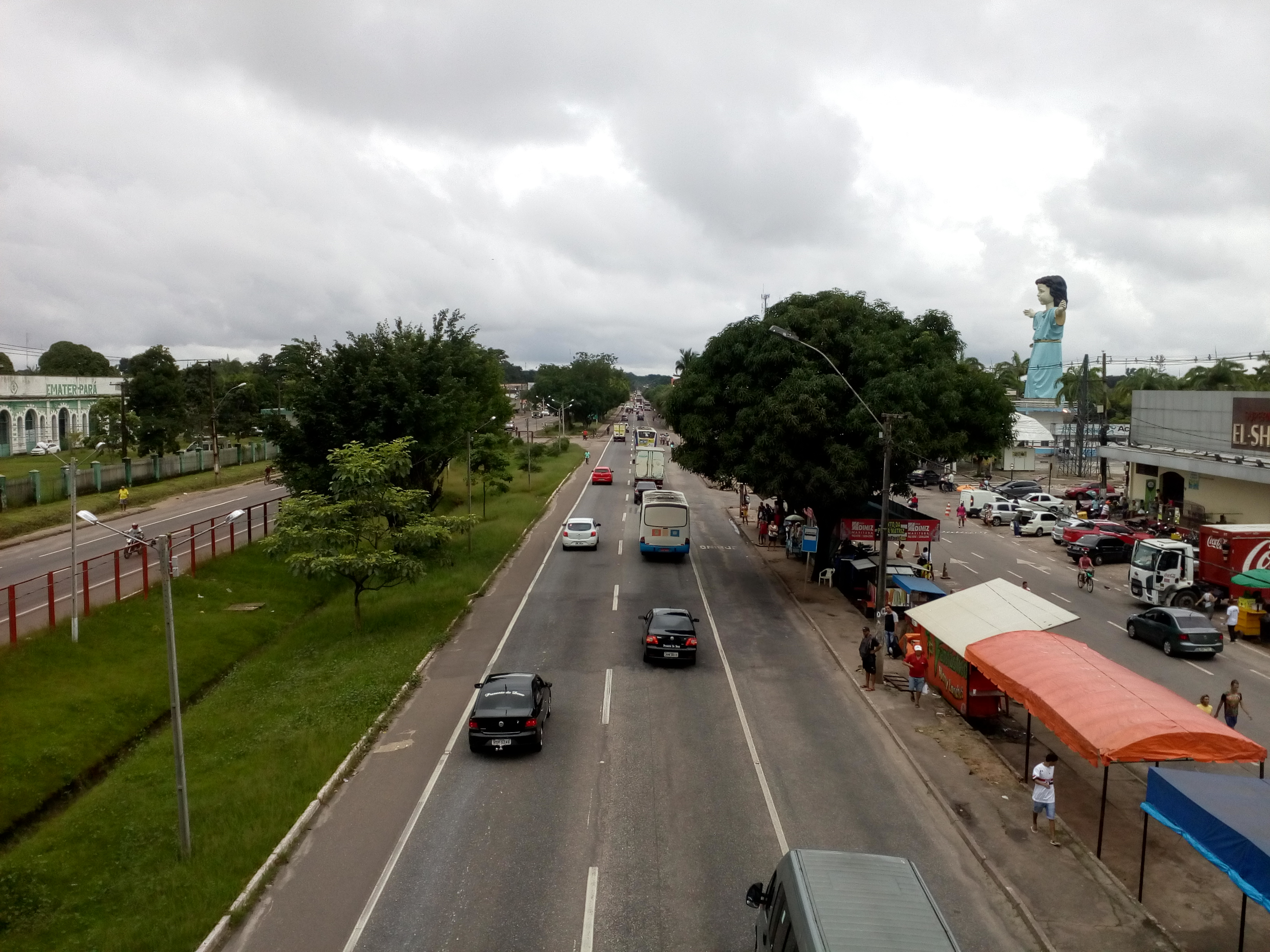
馬里圖巴

馬里圖巴（法語：Marituba），是巴西的城鎮，位於該國北部，由帕拉州負責管轄，距離貝倫11公里，始建於1994年9月22日，面積103平方公里，2014年人口120,305，人口密度每平方公里1,164.85人。